# Kluge Macht
Kluge Macht ist ein Buch des deutschen Politikwissenschaftlers und Friedensforschers Ernst-Otto Czempiel.

## Thesen des Buches (1. Teil)
In seinem Buch Kluge Macht entwickelt Ernst-Otto Czempiel im ersten Teil die These, aus der internationalen Staatenwelt sei eine Gesellschaftswelt geworden; denn “Interdependenz und gesellschaftliche Interaktion haben die Staaten unterlaufen und überwölbt. Sie seien “denationalisiert”, räumlich “entgrenzt” worden.” (S. 22)
Dies sei mit der die Welt immer stärker erfassenden Demokratisierung zu erklären. “Die Gesellschaft emanzipiert sich innerhalb des Staates vom Politischen System, von dem sie bis 1945 weitgehend beherrscht und kontrolliert gewesen war.” (S. 30)
Konsequenterweise sieht er den Begriff Außenpolitik als veraltet an. Er müsse durch den der internationalisierenden Politik ersetzt werden. Denn die gesellschaftlichen Akteure hätten sich vom Staat emanzipiert und konkurrierten im internationalen Raum mit dem Politischen System. Dieses könne zwar innerhalb der Gesellschaft Herrschaft einsetzen (institutionell abgesicherte Befehlsgewalt), aber immer häufiger beschränke es sich auf Macht, die auch den gesellschaftlichen Akteuren zur Verfügung stehe. Innen- und Außenpolitik verschränkten sich in der internationalisierenden Politik.
Als wichtigste gesellschaftliche Akteure sieht er die multinationalen Firmen und die Nichtregierungsorganisationen. Diese nutzten die Macht im internationalen System wie die Regierungen selbst.

### Drei Formen von Macht im internationalen System
Czempiel unterscheidet drei Formen von Macht im internationalen System:
1. Beziehungsmacht mit direkter Einwirkung auf einen anderen Akteur. Dazu gehöre auch Gewalt; aber auch jede Form auf einen einzelnen anderen Staat gerichteter Diplomatie.
2. Einflussnahme auf das Ergebnis der Interaktion der Staaten durch Steuerung des Prozesses, mit einem neuen Begriff als “Governance” bezeichnet (zum Beispiel das Zusammenwirken der G7- und der G8-Staaten).
3. Die Steuerung internationaler Interaktionen, so dass sie neue Strukturen schaffen, die den eigenen Interessen besser dienen. Das Musterbeispiel dafür sei der Marshall-Plan, der dazu führte, dass sich Demokratie und liberale Marktwirtschaft seit 1947 in Europa festigten.
Dabei sei die zweite Form effektiver als die erste. Aber die dritte am effektivsten. Sie könne sinnvoll als Meta-Macht bezeichnet werden, weil mit den Strukturen dauerhaft die eigenen Interessen befördert würden.

### 2. – 5. Teil
Mit den Möglichkeiten solcher Veränderung der Strukturen befasst sich der zweite Teil des Buches. Czempiel tritt dabei ein für eine Demokratisierung der Herrschaftssysteme. Die sei nicht durch Gewalt möglich; aber hier sei direkte Einwirkung durchaus möglich und sinnvoll, zum Beispiel durch Information über demokratische Möglichkeiten über die Massenmedien und über Wirtschaftsbeziehungen, die in der Gesellschaft den Wunsch nach intensivem weiterem Kontakt weckten.
Um diesen Strukturwandel der Demokratisierung zu erreichen, sei der Einsatz von Beziehungsmacht zur Befriedung von Bürgerkriegen (Teil 3) und Austrocknung von Kriegen (Teil 4) sinnvoll.
Der 5. Teil handelt von der Konsensmacht, die in der Integration (vor allem in der EU), in der Atlantischen Gemeinschaft und in den anderen Regionen durch Kooperation wirksam werde. In diesem Zusammenhang plädiert Czempiel noch einmal für den Multilateralismus, der in den internationalen Organisationen wie der UNO und den ihr zugeordneten Organisationen Politikstil sei.